# مساهمة محددة وطنيا
المساهمة المحددة وطنيًا أو المساهمة المخصصة المحددة وطنيًا، تعدّ خطة وطنية غير ملزمة تسلط الضوء على التخفيف من التغير المناخي، بما في ذلك الأهداف المناخية المتعلقة بخفض انبعاثات غازات الاحتباس الحراري. تتضمن هذه الخطط أيضًا سياسات وتدابير تهدف الحكومات إلى تنفيذها استجابة للتغير المناخي وكمساهمة في تحقيق الأهداف العالمية المنصوص عليها في اتفاقية باريس.
تعدّ المساهمات المحددة وطنيًا أولى أهداف غازات الدفيئة بموجب اتفاقية الأمم المتحدة الإطارية بشأن التغير المناخي، والتي تنطبق بالتساوي على كل من البلدان المتقدمة والنامية.

## المسار
تجمع المساهمات المحددة وطنيًا بين النظام التنازلي لاتفاقية دولية تقليدية وعناصر نظام تصاعدي، والتي تضع البلدان من خلالها أهدافها وسياساتها الخاصة في سياق ظروفها الوطنية وقدراتها وأولوياتها، بهدف الحد من انبعاثات غازات الاحتباس الحراري العالمية بما يكفي للتقليل من ارتفاع درجة الحرارة البشرية المنشأ إلى أقل من 2 درجة مئوية (3.6 درجة فهرنهايت) فوق مستويات ما قبل الصناعة، ومتابعة الجهود للحد من الارتفاع إلى 1.5 درجة مئوية (2.7 درجة فهرنهايت).
تتضمن المساهمات المحددة وطنيًا اتخاذ خطوات نحو خفض الانبعاثات وتهدف أيضًا إلى معالجة الخطوات المتخذة للتكيف مع آثار التغير المناخي، والدعم الذي يحتاجه البلد، أو الذي سيوفره للتصدي للتغير المناخي. وقد اتُّبعت مرحلة تقييم لمراجعة تأثير المساهمات المحددة على المستوى الوطني المقدمة قبل مؤتمر الأمم المتحدة للتغير المناخي لعام 2015، وذلك بعد التقديم الأولي للمساهمات المحددة على المستوى الوطني في مارس 2015.
توضع المساهمات المحددة وطنيًا من قبل الأطراف المعنية (البلدان أو المجموعات الإقليمية للبلدان)، ضمن إطار «تحفيزي» تكراري ملزم يهدف إلى تعزيز العمل المناخي بمرور الوقت. يُتوقع بمجرد أن تحدد الدول المساهمات المحددة وطنيًا الخاصة بها، أن تُحدّث في دورة مدتها 5 سنوات. تُنشر تقارير مرحلية كل سنتين لتتبع التقدم المحرز نحو الأهداف المحددة في المساهمات المحددة وطنيًا للدول. كما تخضع للمراجعة الفنية، وترفد بشكل جماعي عملية جرد عالمية، تعمل بدورها وفق دورة مدتها 5 سنوات، تُقيّم فيها الكفاية الإجمالية للمساهمات المحددة وطنيًا بشكل جماعي.
تُستخدم المعلومات التي جمعت من التقارير والمراجعات الفردية للأطراف، إلى جانب الصورة الأكثر شمولًا التي وفرها «التقييم العالمي»، في رفد التعهدات اللاحقة للدول وصياغتها. يقتضي المنطق العام بأن هذه العملية ستوفر العديد من السبل التي يمكن أن تلعب فيها العمليات السياسية المحلية والعابرة للحدود دورًا، مما يسهل تقديم التزامات أكثر طموحًا ويمارس الضغط على الدول للامتثال لأهدافها المحددة وطنيًا.
ذُكرت أهداف كل دولة في المساهمات المحددة وطنيًا والتي تستند إلى النقاط:
- محايدة الكربون حتى عام 2050.
- الحد من الاحترار العالمي إلى أقل من 2 درجة مئوية ومتابعة الجهود للحد منها حتى درجة 1.5 درجة مئوية.
- الحد من انبعاثات غازات الاحتباس الحراري.
- زيادة التكيف مع الآثار الضارة للتغير المناخي.
- ضبط التدفقات المالية حتى يمكن دمجها مع تخفيض انبعاثات غازات الدفيئة.

### الأهداف العالمية
يمتلك الهدف 13 من أهداف التنمية المستدامة والمتعلق بالعمل المناخي مؤشرًا يتعلق بالمساهمات المحددة وطنيًا لغايته الثانية: المؤشر 13.2.1 «عدد البلدان ذات المساهمات المحددة وطنيًا، والإستراتيجيات طويلة الأجل، وخطط التكيف الوطنية، والإستراتيجيات كما وردت في بلاغات التكيف والاتصالات الوطنية». أبلغ 186 طرفًا (185 دولة بالإضافة إلى الاتحاد الأوروبي) بأول مساهماتهم المحددة على المستوى الوطني إلى أمانة اتفاقية الأمم المتحدة الإطارية بشأن التغير المناخي بحلول 31 مارس 2020. ذكر تقرير صادر عن الأمم المتحدة في عام 2020 أن: «العالم بعيد عن المسار الصحيح لتحقيق هذا الهدف بالمستوى الحالي للمساهمات المحددة وطنيًا».
يُعتقد أن جائحة كوفيد-19 قد وفرت فرصة للبلدان «لإعادة تقييم الأولويات وإعادة بناء اقتصاداتها لتكون أكثر خضرة وأكثر مرونة في مواجهة التغير المناخي».